# تاريخ ألمانيا العسكري
بالرغم من أن الناطقين بالألمانية لهم تاريخ طويل إلا أن تاريخ ألمانيا كدولة بدأ منذ 1871. الفترة الذي سبقت هذا التاريخ خضعت لخلافات ووجهات نظر مختلفة. الفرنجة هم مجموعة قبائل جرمانية، لكن فيما بعض قام بعضا منهم بتصنيف نفسه إما كهولنديين أو فلمنكيين أو حتى فرنسيين. قام شارلمان أو شارل العظيم الذي ينحدر من القبائل الجرمانية بتأسيس إمبراطورية الفرنجة. وقعت إمبراطورية شارلمان على الحدود بين فرنسا وألمانيا، لكن الفرنسيون يعتبرونه أمبراطورا فرنسيا. كانت عاصمة أمبراطورية شارلمان هي مدينة آخن، وهي الآن جزء من ألمانيا لكن شارلمان كان من الفرنجة.
لا يعرف الكثير عن التاريخ الألماني المُبكر، إلا من خلال الوقائع التاريخية المسجلة للتفاعل مع الإمبراطورية الرومانية  تحت قيادة الجنرال الروماني أغسطس قيصر بدأ غزو جيرمانيا (وهو تعبير يستخدمه الرومان لتعريف الأراضي التي تمتد تقريباً من الراين إلى جبال الأورال)، وفي هذه الفترة كانت القبائل الجرمانية تصارع الرومان مع الحفاظ على الهوية القبلية لقبائلهم.
ألمانيا الحديثة، الممتدة ما بين الراين والدانوب، ظلت خارج الامبراطورية الرومانية. مع العام 100 ميلادي، القبائل الجرمانية استقرت على امتداد نهر الراين ونهر الدانوب، وأحتلت مساحة أكبر من مساحة ألمانيا الحديثة. وقد شهد القرن الثالث الميلادي ظهور عدد كبير من القبائل الجرمانية الغربية مثل: الألامانيون، الفرنجة، الخاتيون، السكسونيون، الفريزيون والتورينجيون. بنحو عام 260، الشعوب الجرمانية اخترقت اللآيم ونهر الدانوب على الحدود في الأراضي التي تسيطر عليها الإمبراطورية الرومانية. حسب الأعراف الحالية يعتبر تاريخ 2 فبراير 962 موافقا لميلاد ما يعرف اليوم بألمانيا، في هذا اليوم بالذات تم تتويج الملك أوتو الأول العظيم صاحب مملكة الفرنجة الشرقية إمبراطوراً أو قيصرأ على البلاد. توج بعدها كأول قيصر للإمبراطورية الغربية عام 800 م منذ عام 1740، سيطر على تلك المرحلة من التاريخ الألماني مملكتان، هما مملكة بروسيا، ومملكة هابسبورغ النمساويّة، حتى تم حلهما عام 1806 نتيجة للحروب النابليونية.
كان الصراع بين الملك الامبراطور الألماني فيلهلم الأول امبراطور بروسيا والحركة الليبرالية البرلمانية قد أندلع بسبب الإصلاحات العسكرية في عام 1862، عندما عين الملك أوتو فون بسمارك كرئيس وزراء لبروسيا. كانت بروسيا تقود العملية بزعامة بسمارك، فشملت كل الدويلات والمدن الألمانية شمال الإمبراطورية الألمانية القديمة. قامت بعدها الحرب الفرنسية البروسية في عام 1870-1871، وكان أن انتصرت بروسيا من جديد فأصبحت القوة الرئيسية في أوروبا. أعلن ملك بروسيا فيلهيلم الأول نفسه قيصرا على الإمبراطورية الألمانية التي أُعلنت في قصر فرساي في 18 يناير 1871 وكانت عاصمتها برلين وبسمارك مستشارها.

## العصور القديمة
خلال العصور القديمة وأوائل العصور الوسطى لم يكن لدى القبائل الجرمانية أي لغة مكتوبة، ما ترك ثغرات كبيرة في تاريخهم. وما نعرفه عن تاريخهم العسكري المبكر يردنا من السجلات المكتوبة باللغة اللاتينية والآثار. وُثِّقت الحروب الجرمانية ضد الرومان جيدًا من وجهة النظر الرومانية، مثل معركة غابة تويتوبورغ. ما تزال الحروب الجرمانية ضد السلتيين الأوائل غامضة لأن كلا الطرفين لم يسجّل الأحداث.
يُعتقد أن القبائل الجرمانية نشأت خلال العصر البرونزي الشمالي في شمال ألمانيا وجنوب إسكندنافيا. انتشرت القبائل جنوبًا، ربما بسبب تدهور المناخ في تلك المنطقة. عبروا نهر إلبه، وربما اجتاحوا أراضي الفولكاي السلتيين في حوض فيزر. سجّل الرومان إحدى هذه الهجرات الأولى عندما هددت قبائل الكيمبريين والتوتونيين الجمهورية نفسها في أواخر القرن الثاني قبل الميلاد. في الشرق، استقرت القبائل الأخرى، كالقوط والروجي والوندال، على طول شواطئ بحر البلطيق، واتجهت جنوبًا لتستقر في نهاية المطاف في أماكن بعيدة مثل أوكرانيا. هاجر الأنجل والساكسون إلى إنجلترا. غالبًا ما كانت علاقة الشعوب الجرمانية مع جيرانها متوترة، ما أدى إلى فترة تزيد عن ألفي عام من الصراع العسكري حول مختلف الأمور الإقليمية والدينية والأيديولوجية والاقتصادية.

## العصور الوسطى
نشأت الإمبراطورية الرومانية المقدسة للأمة الجرمانية (يُشار إليها أيضًا باسم الإمبراطورية الجرمانية الأولى) من الجزء الشرقي للإمبراطورية الكارولنجية بعد تقسيمها في معاهدة فيردان لعام 843، واستمرت قرابة الألف عام حتى سقوطها عام 1806. لم تكن الإمبراطورية يومًا دولة موحدة، إذ تألفت منذ البداية من عدة إثنيات ولغات وضمّت في أوجها أقاليم تمتد من شرق فرنسا إلى شمال إيطاليا. كانت السمة المُوحِّدة لها هي تراثها الكارولنجي ودلالاتها الدينية الراسخة، وانتماؤها «للألمانية» -إثنية معظم رعاياها وحكّامها.
كان التاريخ العسكري لألمانيا خلال العصور الوسطى حافلًا بحروب الحصار والتغييرات التقنية التي تأتّت عن خوض هذا النوع من الحرب. منذ إنشاء الإمبراطورية الجرمانية الأولى عام 843 وحتى اختراع يوهان غوتنبرغ آلة الطباعة، دارت الحروب في العصور الوسطى بأسلوب مماثل للأساليب التي كانت متَّبعة في العصور القديمة. طرأت العديد من التغييرات بسبب خوض حروب الحصار وإدخال التقنيات العسكرية الجديدة.

### حرب الحصار
خلال العصور الوسطى، كانت حرب الحصار الطريقة الأساسية لخوض الحروب والاستيلاء على الأراضي. دارت أيضًا معارك ميدانية استخدموا فيها التشكيلة السلامية المشابهة لما كان يدرَّس في أطروحة فيجيتيوس دي ري ميليتاري. ومع ذلك، دارت الغالبية العظمى من المعارك دفاعًا عن الحصون أو للاستيلاء عليها. انتمى الرجال المطلوبون للمشاركة في الحصار إلى طبقات مختلفة من المجتمع، إذ كان بعضهم من النبلاء، وبعضهم من الفرسان ورجال الملك، والغالبية العظمى من الفلاحين المجنَّدين للقتال. كانت حرب الحصار عمليًا الطريقة المتبَعة لخوض الحروب في ألمانيا خلال العصور الوسطى، ما أدى إلى تقدم التقنيات العسكرية في العصور الوسطى.

### التقنيات العسكرية
مع استخدام الحصار كإستراتيجية أساسية في حروب العصور الوسطى، طرأت تغييرات على التقنيات العسكرية سهّلت خوض هذا النوع المختلف من الحروب. ومع ذلك، لا يعني هذا أن التقنيات القديمة باتت بالية على الفور بسبب التقدم التقني الحاصل. كان المقذاف أحد هذه التقنيات، إضافة إلى تقنيات أخرى أبسط. من الأمثلة على هذه التقنيات: الخوذات الجديدة المسماة شبانينهيملي وبعض التحسينات الكارولنجية في إنتاج الأسلحة. مع تطوّر الدروع، طرأت تعديلات على الأسلحة المحمولة لتواكب هذه التطورات. على سبيل المثال، أصبحت السيوف أقل سماكة ومدبّبة الرأس من أجل اختراق الفجوات في الدروع الواقية. أصبحت الأقواس المستعرضة أكثر شيوعًا في الدفاع عن القلاع خلال حرب الحصار. من أجل مهاجمة القلاع، اختُرع الإسبرينغال لإطلاق الرماح على التوالي، ولكنه استُخدم بشكل أساسي خارج ألمانيا. وطُوِّرت الركائب التي كانت جزءًا لا يتجزأ من تكتيك الهجوم المفاجئ خلال العصور الوسطى. وكان لاختراع درع الساق أهمية بالغة في حماية السيقان.

### واقع الفروسية
عُرف البارونيت في ألمانيا باسم (ريتر) أو الفارس، وهو من ألقاب النبلاء التي يمنحها اللورد المحلي للناس. بعد ذلك، جرى توريث لقب ريتر بشكل عام حتى انقراض السلالة النبيلة. بعدها، كان اللقب وممتلكاته تعود إلى اللورد ليمنحها لشخص آخر. اعتُبر الريتر من نخبة الجيش الألماني لأن جلّ هدفهم كان التدرب من أجل الحرب من خلال التنافس في البطولات ليحافظوا على مهاراتهم القتالية. اعتُبر الريتر من طبقة النبلاء الدنيا، لكنهم كانوا الوسيلة الأساسية للدفاع لدى العديد من اللوردات. جميع الفرسان كانوا من النبلاء ولكن لم يكن جميع النبلاء من الفرسان. لم تكن طبقة النبلاء طبقة عسكرية، على العكس تمامًا، إذ تجنّبوا الصراع العسكري بسبب ثروتهم الهائلة. وكان الفرسان على الأرجح ينهبون الريف من أجل حمل بلد ما على الخضوع لسلطتهم، بدلًا من السعي وراء معركة مفتوحة لإثبات وجهة نظرهم.

### التحصينات
شُيِّدت التحصينات في ألمانيا في العصور الوسطى على طراز الحصون الرومانية، مع الأخذ بتحصينات القلاع المبنية من الحجارة. كانت الحصون عمومًا منيعة في صدّ الهجمات ومحكمة البناء. تعدّدت أنواع التحصينات فهناك قلاع الرابية والفِناء والسواتر الترابية وحصون التل والحصون الحضرية وأسوار المدينة والمساكن المحصَّنة. كانت قلعة الرابية والفِناء التي تعدّ من أكثر القلاع شيوعًا قبل استخدام المباني الحجرية غيرَ فعّالة في صدّ هجمات الفايكنغ. في عام 1200، لم يكن هناك سوى 12 مدينة مسوَّرة في ألمانيا، تسعٌ منها كانت في الأصل أسوارًا رومانية. في وقت لاحق، بنى الصليبيون نمطهم الخاص من الحصون التي تسمى القلاع الصليبية، والتي كان من المفترض استخدامها في الدفاع عن هدف إستراتيجي للعالم المسيحي. في الغالب، نجح الدفاع عن الأرض في الغزو ضد المسلمين في الأرض المقدسة. ومع ذلك، من المحتمل أن يكون بعضها قد بُني في الحملة الصليبية البروسية في القرن الثالث عشر. تغيّر كل هذا مع استخدام أسلحة البارود في أثناء الحصار.

### تكتيكات المعركة
تنوّعت التكتيكات في العصور الوسطى تنوّعًا كبيرًا، واعتمد العديد منها على الأفكار الرومانية، مثل استخدام التدريب والصرامة والتشكيلة السلامية. ربما درس قادة العصور الوسطى أطروحة فيجيتيوس دي ري ميليتاري التي كان من شأنها أن توفر القواعد لتكتيكات المعركة. يعتقد المؤرخ العسكري تشارلز أومان أن سلاح الفرسان هيمن بالكامل على ساحة المعركة في العصور الوسطى، لكن آخرين أكدوا أن المشاة ظلّوا يؤدون الدور الأكثر حيوية حتى في بداية العصر الحديث. أحد الأمثلة على التكتيكات والإستراتيجيات هو استخدام هنري الثاني السرية في عام 1004 ضد البوهيميين، ما وفّر له عنصر المفاجأة الذي ساعد في نجاح حملته. هناك إستراتيجية أخرى، استخدمها الفرسان في الأساس، وهي نهب الريف وإجبار الناس على الخضوع عند نفاد الإمدادات. عُرفت الغالبية العظمى من هذه التكتيكات من الأعمال الباقية من العصر الروماني.